# Где скрывается правда
«Где скрывается правда» (англ. Where the Truth Lies) — драматический триллер канадского кинорежиссёра Атома Эгояна по мотивам одноимённого романа Руперта Холмса. Премьера фильма состоялась 13 мая 2005 года на 58-м Каннском кинофестивале, в конкурсе которого он участвовал.

## Сюжет

Алиса и Карен. Кадр из фильма

Конец пятидесятых годов. Лэнни Моррис и Винс Коллинз — популярный комический дуэт — проводят 39-часовой благотворительный марафон в пользу больных полиомиелитом. По его завершении они обнаруживают в своём гостиничном номере труп молодой блондинки. Девушка оказывается из другого штата, и никто не знает, каким образом она попала в отель. Благодаря непоколебимому алиби Лэнни и Винса оправдывают, но их эстрадный дуэт распадается.
Через пятнадцать лет молодая амбициозная журналистка О’Коннор начинает независимое расследование этой загадочной смерти. Её подозрения падают на отошедших от шоу-бизнеса Лэнни и Винса, которых она начинает пытать расспросами.

## В ролях
| Актёр           | Роль             |
| --------------- | ---------------- |
| Кевин Бэйкон    | Ленни Моррис     |
| Колин Фёрт      | Винс Коллинз     |
| Элисон Ломан    | Карен О’Коннор   |
| Соня Беннетт    | Бонни Траут      |
| Рейчел Бланчард | Морин О’Флаэрти  |
| Дебора Гровер   | миссис О’Флаэрти |
| Кристин Эдамс   | Алиса            |
| Мори Чайкин     | Салли Санмарко   |

## Критика
На агрегаторе рецензий Rotten Tomatoes фильм имеет рейтинг одобрения 41 % на основе 101 рецензии со средней оценкой 5,4 из 10. Консенсус сайта гласит: «Измученный нуарный сюжет кажется невероятным, что устраняет всякое чувство неизвестности, кроме того, Ломан сильно ошибается».
Манохла Даргис из The New York Times заметил: «Эгоян  склонен отклоняться от прямого и узкого повествования, придерживаясь в целом метафизического подхода». Питер Трэверс из Rolling Stone оценил фильм на 1 звезду из 4, назвав его «монументальной осечкой».